# بوشنوية أمازونية
بوشنوية أمازونية (الاسم العلمي:Buchenavia amazonia) هي نوع من النباتات يتبع جنس البوشنوية من الفصيلة القمبريطية.